# Circondario di Sangerhausen
Il circondario di Sangerhausen (in tedesco Landkreis Sangerhausen) era un circondario della Sassonia-Anhalt di 62.446 abitanti, che aveva come capoluogo Sangerhausen.
Già circondario durante la DDR, venne mantenuto tale anche dopo l'unificazione. Il 1º luglio 2007 è stato poi unito con il circondario del Mansfelder Land, a formare il nuovo circondario di Mansfeld-Harz Meridionale.

## Città e comuni
(Abitanti al 31 dicembre 2006)
| Città 1. Allstedt (3.086) 2. Kelbra (2.971) 3. Sangerhausen (30.123) 4. Stolberg (1.378) | Comuni 1. Bennungen (950) 2. Berga (1.898) 3. Beyernaumburg (778) 4. Blankenheim (1.454) 5. Breitenstein (507) 6. Breitungen (496) 7. Brücken (Helme) (908) 8. Dietersdorf (268) 9. Drebsdorf (108) 10. Edersleben (1.145) 11. Emseloh (611) 12. Hackpfüffel (262) 13. Hainrode (352) 14. Hayn (584) 15. Holdenstedt (734) 16. Katharinenrieth (221) 17. Kleinleinungen (138) 18. Liedersdorf (295) 19. Martinsrieth (193) 20. Mittelhausen (590) 21. Niederröblingen (453) 22. Nienstedt (409) 23. Pölsfeld (427) 24. Questenberg (289) 25. Riethnordhausen (563) 26. Roßla (2.319) 27. Rottleberode (1.574) 28. Schwenda (597) 29. Sotterhausen (250) 30. Tilleda (918) 31. Uftrungen (1.108) 32. Wallhausen (2.121) 33. Wickerode (298) 34. Winkel (327) 35. Wolferstedt (743) |